# En un battement (série télévisée)
En un battement (Pálpito) est une série télévisée colombienne créée par Leonardo Padrón et diffusée entre le 20 avril 2022 et le 19 avril 2023 sur Netflix.

## Synopsis
Valeria, trompettiste, est en couple avec Simon depuis plusieurs années. Le soir de son anniversaire, sur le chemin du retour, elle se fait kidnapper, victime d’un trafic d’organe. 
Elle sera tuée et son cœur bénéficiera à Camila, malade cardiaque, fiancée de Zacarias, conseiller du candidat à la présidentielle. Tandis que Simon essaie de faire la lumière sur le drame dont est victime sa famille et de démasquer les coupables, Camila est prise d’étranges phénomènes qui la poussent à mener l’enquête sur l’identité de sa donneuse. C’est alors que leurs chemins se croisent.

## Distribution

### Acteurs principaux
- Michel Brown (VF : Valentin Merlet) : Simón Duque
- Ana Lucía Domínguez (VF : Anaïs Delva) : Camila Duarte
- Sebastián Martínez (en) (VF : Julien Allouf) : Zacarías Cienfuegos
- Margarita Muñoz (en) (VF : Laëtitia Lefebvre) : Valeria Duque
- Moisés Arizmendi (en) (VF : Mario Bastelica) : Mariachi
- Valeria Emiliani (es) (VF : Valérie Bescht) : Samantha Duque
- Julián Cerati (VF : Clément Moreau) : Tomás
- Juan Fernando Sánchez (es) (VF : Sébastien Desjours) : Sarmiento
- Mauricio Cujar (VF : Frédéric Souterelle) : Braulio Cárdenas
- Jacqueline Arenal (es) (VF : Ivana Coppola) : Greta Volcán

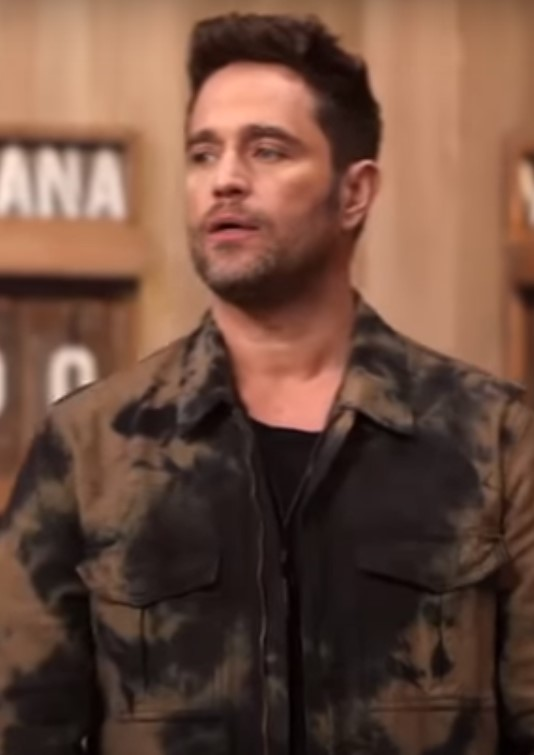
Michel Brown interprète de Simón
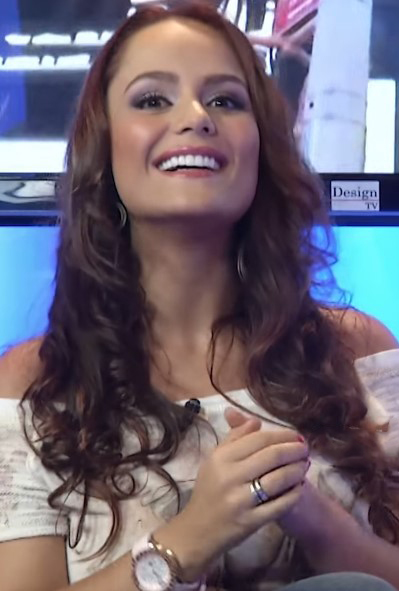
Ana Lucía Domínguez interprète de Camila

### Acteurs récurrents et invités
Introduits dans la saison 1
- Christian Gómez Velez (VF : Bruno Magne) : Dr Carrasco
- Álvaro García Trujillo (VF : Bertrand Nadler) : Dr Montejo
- Jorge Marín (VF : Damien Le Délézir) : Dr Robles
- Ramsés Ramos (VF : Loïc Houdré) : Tacho Renteria
- Silvia Varón (VF : Zina Khakhoulia) : Karla
- Jenny Vargas (VF : Fabienne Rocaboy) : Troya
- Gianina Arana (VF : Ariane Aggiage) : Tata
- Obeida Benavides (VF : Virginie Emane) : Doña Clara
- Miguel González (VF : Baptiste Caillaud) : Álvaro
- Ana Maria Sanchez (VF : Diane Pierens) : Julia Moncada
- Juan Tarquino (VF : Igor Chometowski) : Garabato

Introduits dans la saison 2
- Mariaca Semprun (VF : Myrtille Bakouche) : Nicky
- Elena Medina (VF : Alice Taurand) : Eva
- Laura Londoño (VF : Olivia Nicosia) : Lorena
- Ángela Cano (VF : Alexandra Ansidei) : Sofia
- Biassini Segura (VF : Baptiste Caillaud) : Polo
- Mauro Donetti (VF : Michel Derville) : Fabricio
- Ana Wills (VF : Marie Giraudon) : Laura Portillo
- Julián Arango (VF : Guillaume Bourboulon) : Fausto
- Marisol Correa Vega (VF : Christine Sireyzol) : Graciela
- Rebe Milanes (VF : Camille de la Poëze) : Graciela
- Andrea Rey (VF : Charlotte Daniel) : Irene

## Production

### Fiche technique
Sauf indication contraire, les informations mentionnées dans cette section peuvent être confirmées par la base de données cinématographiques IMDb,  présente dans la section « Liens externes ».
- Titre original : Pálpito
- Titre français : En un battement
- Création : Leonardo Padrón
- Réalisation : Camilo Vega
- Scénario : Leonardo Padrón, Doris Seguí, Christian Jiménez et Carlos E. Castro
- Casting : Juan Pablo Rincon
- Direction artistique : Daniela Vélez Llinás
- Costumes : Diana Trujillo
- Photographie : Diego Jiménez
- Son : Alejandro Gómez
- Montage : Santiago Uribe
- Musique : José Reinoso
- Production : CMO Producciones
  - Production déléguée :
- Sociétés de production : CMO Producciones
- Sociétés de distribution (télévision) : Netflix
- Pays d'origine :  Colombie
- Langue originale : espagnol
- Format : couleur
- Genre : thriller, drame, suspense
- Durée : 38 – 51 minutes
- Date de première diffusion :
  - Monde: 20 avril 2022 sur Netflix
- Classification : déconseillé aux moins de 16 ans

Adaptation
Version française
- Société de doublage : Eclair V&A
- Direction artistique : Pauline Brunel
- Adaptation des dialogues : 
  - Valérie Tatéossian
  - Marie Jo Aznar
- Mixage audio : Thierry Cisotto
- Enregistrement sonore : Thomas Dupart
- Gestion de projet : Camille Mohnhaupt

 Source et légende : version française (VF) sur RS Doublage

## Épisodes
| Saisons | Saisons | Épisodes | Diffusion originale |
| ------- | ------- | -------- | ------------------- |
|         | 1       | 14       | 20 avril 2022       |
|         | 2       | 10       | 19 avril 2023       |

### Saison 1 (2022)
La première saison est mise en ligne le 20 avril 2022.
1. Le bonheur n'est pas éternel (La felicidad no es redonda)
2. Un invité dans mon corps (Un huésped dentro de mi cuerpo)
3. En quête (La búsqueda)
4. Ce cœur qui ne m'appartient pas (Ese corazón nunca debió ser tuyo)
5. L'Organisation (La organización)
6. Sans laisser de traces (Sin cabos sueltos)
7. Un moment crucial (Un momento crucial)
8. Mon mari, ce meurtrier ? (¿Mi esposo es un asesino?)
9. Nous changeons des vies (Estamos aquí para cambiarle la vida)
10. La terrible vérité (La terrible verdad)
11. Infiltré (El infiltrado)
12. La cicatrice (La cicatriz)
13. La prochaine victime (La próxima víctima)
14. La confession (La confesión)

### Saison 2 (2023)
La deuxième saison est mise en ligne le 19 avril 2023.
1. Comme on se retrouve... (El reencuentro)
2. Mets-toi à ma place (Ponte en mis zapatos)
3. Bienvenue en enfer (Bienvenidos al infierno)
4. Les moyens du désespoir (Una solución desesperada)
5. En plein chaos (El caos)
6. Le dernier espoir (La última esperanza)
7. Un choix terrible (La terrible elección)
8. Contre la montre (A contrarreloj)
9. Hors de contrôle (Fuera de control)
10. Expiation (Expiación)